# Physella acuta
Physe voyageuse
Espèce
Physella acuta est une espèce invasive de mollusques gastéropodes de la famille des Physidae, originaire d'Amérique du Nord, aujourd'hui répartie mondialement.

## Description
La coquille est sénestre, comme chez tous les Physidae, fine et translucide, sans opercule, et mesure de 8 à 16 mm de hauteur, pour 5 à 9 mm de largeur. L'ouverture fait les trois quarts de la hauteur, ce qui permet, entre autres, de la distinguer de la Physe élancée (Aplexa hypnorum). Les tours sont assez convexes avec des sutures profondes, et l'apex de la coquille est relativement pointu, alors que chez la Physe bulle (Physa fontinalis), de taille moindre (< 12 mm), il est obtus et émoussé. L'animal est gris à presque noir, et fait paraître la coquille foncée.

## Écologie et comportement

### Alimentation
Cette espèce d'eau douce se nourrit d'algues vertes et de détritus. 

### Reproduction
Les animaux sont hermaphrodites et possèdent un fort potentiel reproducteur. Chaque individu peut pondre 50 à 100 œufs par semaine dès sa maturité sexuelle, où la fonction mâle est légèrement plus précoce que la fonction femelle. Les individus préfèrent la reproduction croisée, et peuvent conserver le sperme d'autres individus pendant une longue période, mais en cas d'isolement, ils peuvent pratiquer l'autofécondation. Les pontes sont des masses gélatineuses de 4 à 20 mm de long sur 2.5 à 5 mm de large, collées à des plantes ou sous des cailloux. Elles peuvent contenir en moyenne entre 30 et 40 œufs, mais également jusqu'à plusieurs centaines.  Selon la température, les jeunes, d'une taille de 0,5 à 0,7 mm, en sortent après 15 à 20 jours. Il y a deux générations par année.

### Respiration
Ces animaux sont aérobies et pulmonés, et respirent à la fois dans l'eau et dans l'air, qu'ils vont chercher à la surface de l'eau. 

## Habitat et répartition

### Habitat
Elle affectionne les eaux douces calmes, les méandres de rivières, les bords de lacs, les étangs, les mares et les marais, surtout en plaine, mais en Suisse, jusqu'à 800 m d'altitude. On la rencontre également dans les bassins d'origine humaine (réservoirs), ou dans des rizières (Portugal). Elle est tolérante à l'eutrophisation et à la pollution, et tolère également une certaine salinité, et en Irlande, a été trouvée dans des zones de prés-salés. 

### Origine et invasion

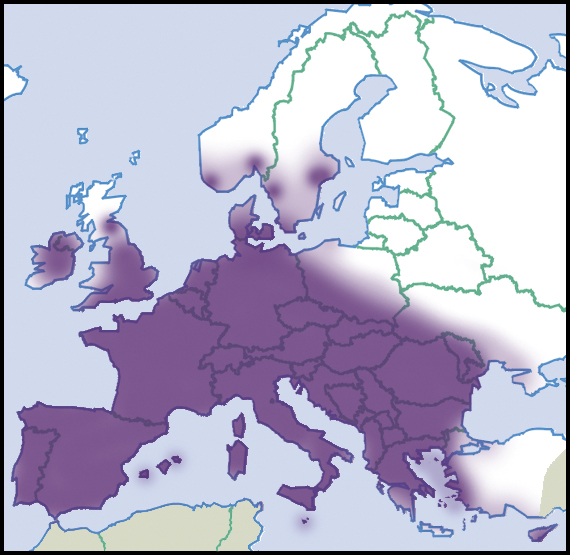
Répartition en Europe, niveau de connaissance de 2012

Alors qu'on la croyait d'origine européenne, où sa première description date de 1805, elle est aujourd'hui considérée, après des analyses morphométriques et des expériences reproductives (technique de l'isolement reproductif sur des populations américaines, françaises et irlandaises) doublées de comparaisons d'ADN, comme originaire d'Amérique du Nord et des Antilles, où elle était décrite sous le nom de Physa heterostropha (Say) depuis 1817. Selon l'étude citée de Dillon et alii (2002) , elle aurait été introduite précocement en Europe, par le commerce français du coton depuis la Louisiane: les individus collectés par Draparnaud pour sa première description l'ont été dans la Garonne, près de Bordeaux, principal port de ce commerce. Une étude plus récente fait remonter le premier individu collecté en Europe à 1742, avec une probable introduction en Europe encore antérieure, potentiellement au XVIIe siècle déjà. Les explications font intervenir une cause soit accidentelle, générée par l'être humain, par exemple par le transport de plantes exotiques destinées aux jardins botaniques, soit naturelle, par une dispersion à longue distance entre l'Amérique du Nord et l'Europe. L'extension actuelle dans le Paléarctique serait due à la conjonction de facteurs à la fois naturels et d'origine humaine, tels que la construction de canaux, le commerce des aquariums et, plus récemment, l'altération des habitats d'eau douce. Parmi les facteurs naturels, on a mis en évidence sa capacité à s'accrocher à des gros mammifères ou à des oiseaux d'eau, leur permettant ainsi de coloniser des mares isolées.  

### Répartition
En Amérique du Nord, elle est native de l'Est et jusqu'aux Rocheuses, mais a été introduite dans certains lieux de l'Ouest, ainsi qu'en Amérique du Sud (découverte par exemple en 2007 au lac Titicaca, au Pérou). En Europe, elle est présente dans les zones méditerranéennes et occidentales, jusqu'à l'Allemagne et aux îles Britanniques. En Suisse, elle est décrite dans les années 1840, et en Espagne, elle est le mollusque d'eau douce le plus courant selon les régions. Elle gagne peu à peu vers l'Est jusqu'en Biélorussie (2002) et a même été découverte en Péninsule de Kola en 2015. À la suite de sa commercialisation, elle a également été introduite en Afrique (dès les années 1940-1950 en Afrique du Sud), en Asie (notamment Japon, Indonésie, en Inde depuis 1995), en Australie et en Nouvelle Zélande et dans de nombreuses îles (Açores, Réunion, Polynésie),.

## Systématique
La Physe voyageuse a été décrite sous le basionyme de Physa acuta par Jacques Philippe Raymond Draparnaud en 1805. Peu après, elle a été décrite aux Etats-Unis par Thomas Say sous le nom de Physa heterostropha, 1817. Elle a ensuite été rattachée au genre Physella, créé par Samuel Stehman Haldeman en 1842. 
Bien que Physella acuta soit l'appellation retenue en Europe, la distinction entre Physa et Physella est encore controversée, comme pour Henri Tachet. AnimalBase recommande l'utilisation de Physa à l'échelle mondiale, alors qu'en 2003, une publication de Dwight W. Taylor considère les deux genres comme faisant partie de deux tribus distinctes de la sous-famille des Physinae, respectivement les Physini et les Physellini.

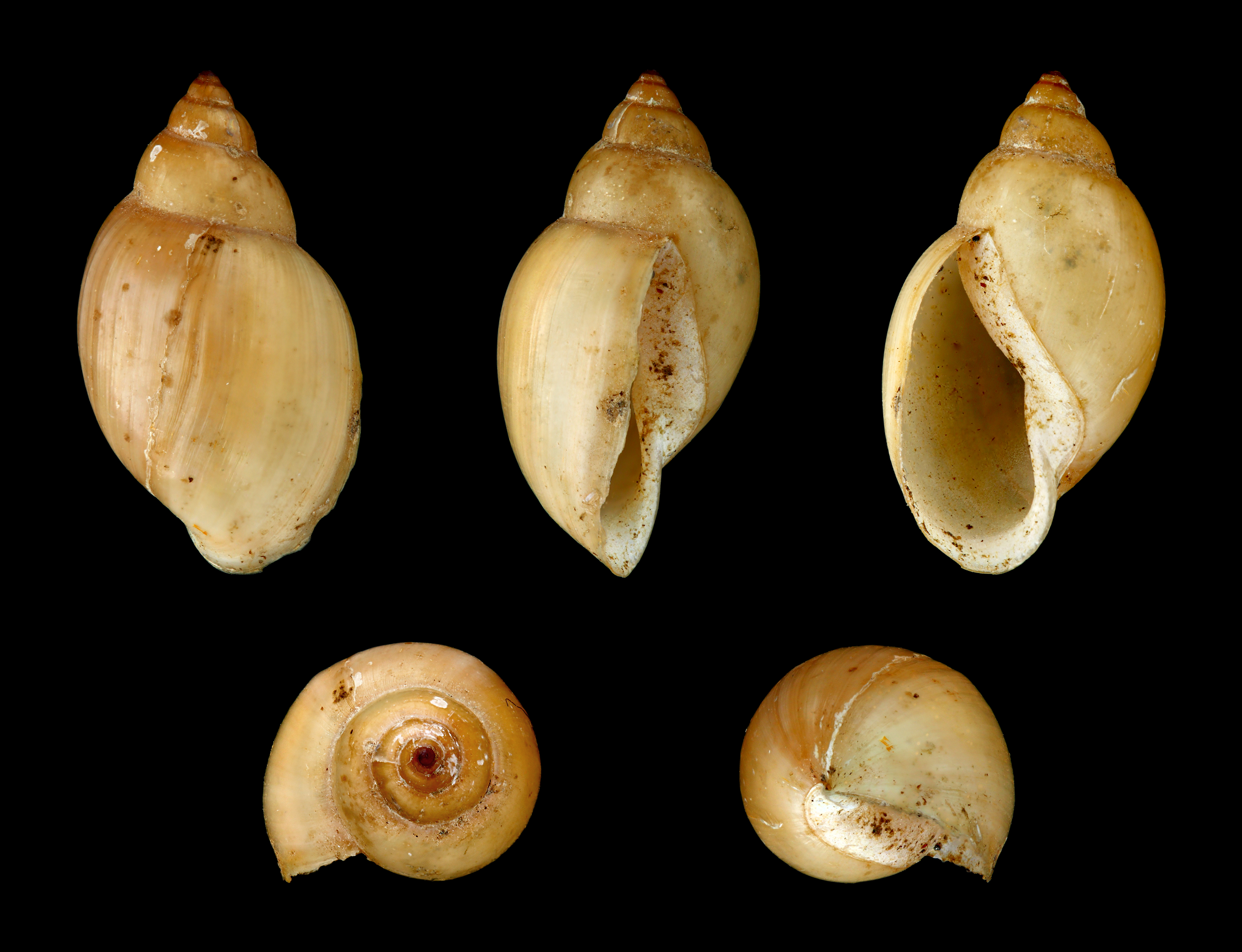
Coquille de Physe voyageuse sous différents angles

### Synonymes
- Physa acuta (Draparnaud, 1805)
- Haitia acuta (Draparnaud, 1805)
- Physella heterostropha (Say 1817)
- Physa integra (Haldeman, 1841)
- Physella globosa (Haldeman, 1841)
- Physella cubensis (Pfeiffer, 1839),
- Physella virgata (Gould, 1855)[27].

## Étymologie et noms vernaculaires
Physa est une création de Draparnaud, en latin scientifique, issu du grec. Physella est un diminutif, pour « petite physe ». L'épithète scientifique acuta, est tirée du latin et signifie « pointue », pour décrire la forme de sa coquille, par opposition à celle la Physe bulle, décrite antérieurement par Linné en 1758, dont la coquille a un sommet émoussé.  
En français, elle est appelée physe voyageuse. En anglais, elle porte de nombreux noms, Acute Bladder Snail (« escargot à vessie pointu »), Ashy Physa (« Physe cendrée »), Lateritic Physa, Pewter Physa (« la Physe couleur étain »), Tadpole Snail (« l'escargot têtard »), European Physa (« la Physe européenne », pour cause de la confusion initiale sur son origine). En allemand, c'est aussi sa forme qui la fait appeler Spitze Blasenschnecke, « l'escargot à vessie pointu », « escargot à vessie » étant le nom commun donné aux Physidae.  

## La physe voyageuse et l'homme
C'est un animal fréquemment commercialisé pour les aquariums tropicaux ou d'eau froide, ce qui a contribué à le répandre sur l'ensemble de la planète, par des animaux échappés ou des lâchers intempestifs. La Physe voyageuse est considérée comme très invasive et occasionne parfois des dégâts dans les serres et les systèmes d'épuration des eaux, ainsi que dans les rizières. Une expérience a confirmé qu'elle pouvait également être dispersée par des véhicules tout-terrain traversant des zones boueuses où elle est présente, sur des dizaines de kilomètres chaque fois.